# Idaea percurrens
Idaea percurrens är en fjärilsart som beskrevs av W. Warren 1906. Idaea percurrens ingår i släktet Idaea och familjen mätare. Inga underarter finns listade i Catalogue of Life.